# Alfred Krarup
Alfred Krarup, född den 30 december 1872 vid Hobro, död den 8 juli 1950 vid Lillehammer, var en dansk historiker. Han var farfar till Søren och Ole Krarup. 
Krarup blev candidatus magisterii i historia 1896 och anställdes 1898 vid universitetsbiblioteket i Köpenhamn, där han 1911–1942 var bibliotekarie. Åren 1897–1898, 1902–1903 och 1920–1923 var han i Rom för att avskriva påvebrev i Vatikanarkivet och utgav dem senare tillsammans med Johannes Peder Lindbæk i Acta pontificum Danica 1316–1536 (band 2–7; 1906–1943). Tillsammans med Balder Erichsen utgav Krarup Dansk historisk bibliografi (1–3; 1917–1927, nytryck 1929). Vidare utgav han Acta processus litium inter regem Danorum et archiepiscopum Lundensem (1932; tillsammans med William Norvin), Bullarium Danicum 1198–1316 (1931–1932) samt Katalog over Universitetsbibliotekets Haandskrifter (1–2; 1929–1935). Krarup invaldes som utländsk ledamot av Samfundet för utgivande av handskrifter rörande Skandinaviens historia 1921.

## Utmärkelser
- Riddare av Dannebrogorden,  1927[2]
- Dannebrogsmännens hederstecken,  1943[2]

[Redigera Wikidata]